# ألكسندر ألكسيف
ألكسندر ألكسندروفيتش ألكسيف (بالروسية: Александр Алексеевич Алексеев)‏)18 أبريل 1901- 9 أغسطس 1982) هو فنان ومخرج رسام من الإمبراطورية الروسية، عاش بشكل رئيسي في باريس وعمل فيها. يُنسب اختراع الشاشة الدبوسية له ولزوجته الثانية كلير باركر (1906-1981) بالإضافة إلى تجميع تقنية الرسوم المتحركة. أنتج ألكسيف 6 أفلام على الشاشة الدبوسية، و41 فيلمًا إعلانيًا، وأضاف رسوما إيضاحية لـ 41 كتابًا.

## نشأته
وُلد ألكسيف في مدينة قازان في روسيا. وأمضى طفولته المبكرة في إسطنبول حيث كان والده، أليكسي ألكسيف، ملحقًا عسكريًا.
كان لألكسيف شقيقان أكبر منه سنًا، فلاديمير ونيكولاي. أُصيب فلاديمير بمرض الزهري الذي انتقل له من ممثلة من موسكو كان على علاقة بها. أرغمته والدته على البقاء في غرفته وعدم لمس أشقائه. كان الضغط الناجم عن ذلك شديدًا إلى الحد الذي دفع فلاديمير لإطلاق النار على نفسه. قبل وفاته، كتب إلى ألكسيف رسالة يقول فيها: «أنت موهوب للغاية، يجب أن تستمر في الرسم.» اختفى شقيقه نيكولاي في جورجيا، روسيا، أثناء الثورة الروسية في عام 1917. ولم يُسمع عنه خبر بعدها، واشتبهت الأسرة بوفاته بحمى التيفوئيد.
في مذكراته غير المنشورة بعنوان النسيان أو الندم، كتب ألكسيف أنه نادرًا ما رأى والده نظرًا لذهابه في كثير من الأحيان في مهام. تنزه يوميًا مع والدته عندما اضطر للتحدث بالفرنسية بدلًا من الروسية. تولت مربية رعايته في بقية الوقت. توفي والد ألكسيف وهو يبلغ 37 عامًا من عمره في ظروف غامضة في بلدة بادن-بادن، ألمانيا أثناء رحلة رسمية، إذ أطلق عليه أحد الأتراك النار، ربما لمعرفته الكثيرة عن الشرق الأوسط. سافرت والدته إلى ألمانيا دون أن تخبر الأطفال أين ستذهب أو لماذا، وعلم ألكسيف بوفاة والده فقط عند عودة والدته من السفر.

## بعد وفاة والده
يصف ألكسيف في مذكراته المشاق التي كابدتها والدته بعد وفاة زوجها. إذ ذهبت في البداية للإقامة مع صهرها بالقرب من أوديسا، ثم إلى ريغا واستقرت أخيرًا في مدينة غاتتشينا، روسيا بالقرب من سانت بطرسبرغ.
أثناء تواجده في ريغا، شاهد ألكسيف فيلمًا للمرة الأولى. ترك هذا انطباعًا كبيرًا على الصبي. إذ فوجئ بأن الصورة التي عُرضت على الشاشة يمكن أن تظهر منعكسة في عدسة جهاز العرض، والتي صدف أن كانت بالقرب من مكان جلوسه. أدرك فيما بعد أن الصورة على العدسة كانت الصورة الأصلية.
عندما كان يبلغ من العمر سبعة أعوام، اصطحبته والدته إلى مختلف المكاتب الحكومية للانتظار في الصف لتحصل الأرملة على المعاش الضئيل المُخصص لها. كانت تقول له عندما تطلب منه الجلوس والانتظار على الكرسي: «انتظرني هنا، كن صبيًا جيدًا، سوف أعود!». وعند مغادرتها الغرفة حيث كان ابنها، خشي أن الباب مغلق خلفها ولن تعود أبدًا! إذ أخبره صبي كان يعرفه ذات يوم: «ذهبت أمي أيضًا، ولم تعُد أبدًا!»
في غاتتشينا، غالبًا ما كان ألكسيف يسير بمفرده بمحاذاة الأسوار الخشبية جوار الطريق. وكثيرًا ما نادى على أشقائه الذين يلعبون على الجانب الآخر قائلًا: «والدتنا توفيت كما تعلمون... سيكون لزامًا علينا أن نبقى في المدرسة من الآن فصاعدًا!» أدرك لاحقًا أن والدته ضحت بنفسها من أجل أبنائها. مع ذلك، عادت والدته واستقرت عائلة ألكسيف في غاتتشين، وهي ضاحية في سانت بطرسبرغ ثم انتقلت إلى ليسنوي المجاورة.

## روابط خارجية
- ألكسندر ألكسيف على موقع IMDb (الإنجليزية)
- ألكسندر ألكسيف على موقع الموسوعة البريطانية (الإنجليزية)
- ألكسندر ألكسيف على موقع قاعدة بيانات الفيلم (الإنجليزية)